# Bābu-aḫa-iddina
Bābu-aḫa-iddina war ein hochrangiger Beamter des mittelassyrischen Reiches unter den Herrschern Adad-nirari I., Salmānu-ašarēd I. und möglicherweise Tukulti-Ninurta I. Er war Sohn von Ibašši-ilī und besaß ein Archiv keilschriftlicher Dokumente. Etwa 20 derselben wurden in (s)einem Grab unterhalb eines Hauses in Aššur gefunden.